# Karlín (Prag)
Karlín (deutsch Karolinenthal) ist ein Stadtviertel in der tschechischen Hauptstadt Prag, begrenzt durch die Moldau, das Stadtviertel Florenc, den Berg Vítkov und Palmovka. 1922 wurde die Stadt Karlín nach Prag eingemeindet.

## Geschichte
Der Bau der Prager Vorstadt Karolinenthal begann 1817 auf dem zu den Gütern der Kreuzherren mit dem Roten Stern gehörenden Rosengarten. Benannt wurde die neue Ansiedlung nach Karoline Auguste von Bayern, der vierten Frau Kaisers Franz I. von Österreich.

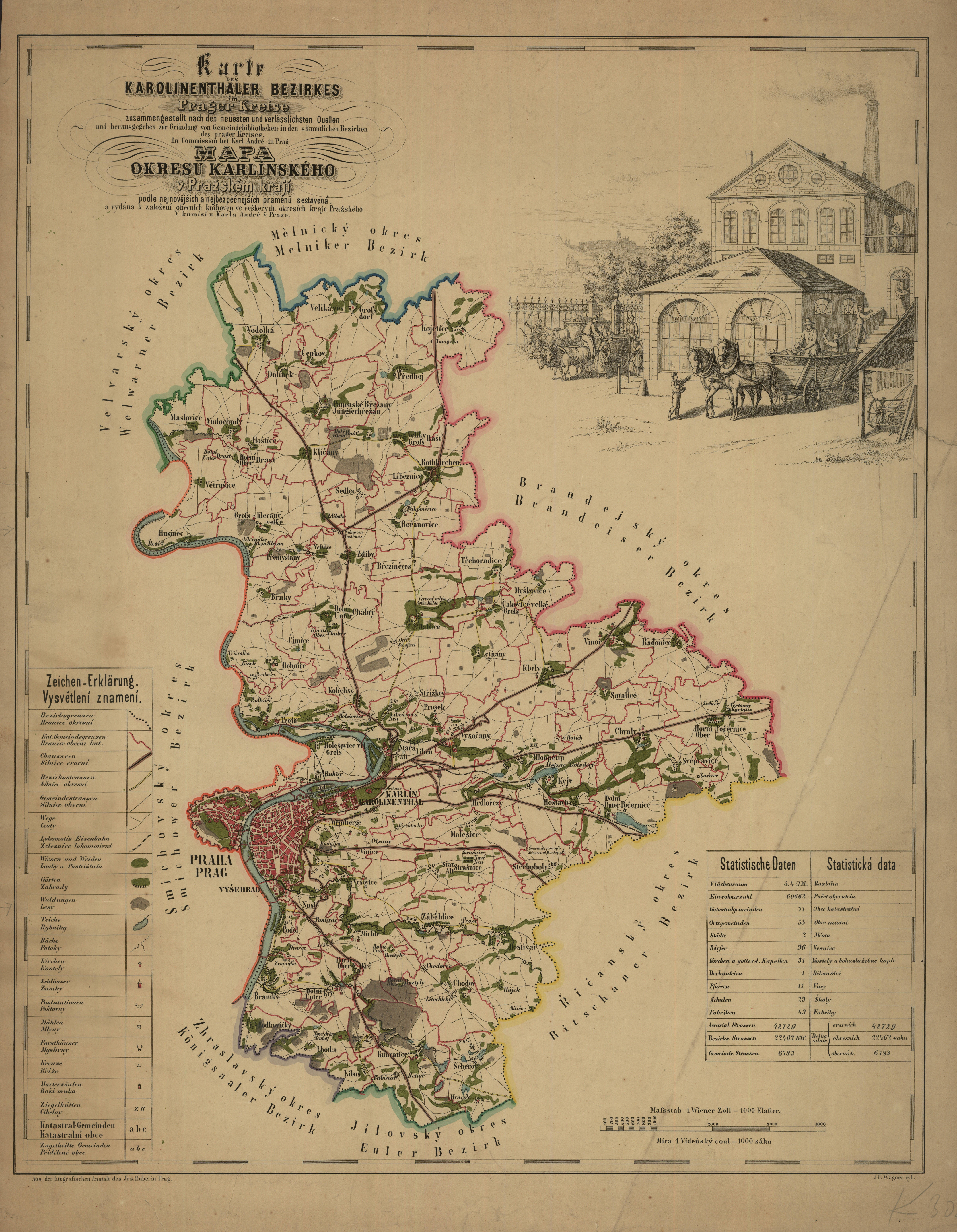
Karte des Karolinenthaler Bezirkes im Prager Kreise zusammengestellt nach den neuesten und verlässlichsten Ouellen (sic!) und herausgegeben zur Gründung von Gemeindebibliotheken in den sämmtlichen Bezirken prager Kreises. 1850?

Karolinenthal entstand als erste planmäßig angelegte Prager Vorstadt mit geometrischem Grundriss. Vorher befand sich hier ein Naturgebiet mit Obst- und Gemüsegärten und dem berühmten, im Auftrag des Prager Buchdruckers Johann Ferdinand von Schönfeld erbauten Lustschloss Rosental (Růžodol), in dem bereits im 18. Jahrhundert tschechisches Theater gespielt wurde. Innerhalb der Empire-Bebauung, die noch zum Teil erhalten ist, wurden vom österreichischen Architekten Alois Negrelli (seit 1850) Ritter von Moldelbe (1799–1858) der Viadukt (A) der ersten Prager Eisenbahn, das erste Gaswerk, das die Beleuchtung für ganz Prag sicherte, sowie mehrere Manufakturen und Fabriken errichtet. Auch die erste elektrisch betriebene Straßenbahn verkehrte hier.
Nach dem Abriss der Prager Stadtmauern gehörten die landwirtschaftlich genutzten Grundstücke in Karolinenthal, dem heutigen Karlín zu den preisgünstigen in Prag. Daher wuchs die Zahl der Industrieunternehmen in der Gegend der Rohan-Insel (Rohanský ostrov) und die der Wohnhäuser sehr schnell. Einer der Unternehmen war J. U. Bencker. Karlín wurde am 1. Januar 1922 nach Prag eingemeindet. In dieser Zeit hatte der Elektrotechniker und Industrielle František Křižík (1847–1941) große Bedeutung u. a. auch für Prag-Karolinenthal. Er elektrifizierte die Straßenbahnlinie, die er danach an die Stadt verkaufte und errichtete 1884 eine elektrotechnische Fabrik in Karlin.
Eine der bedeutenden Bauten ist die Moldaubrücke (Negrelli-Viadukt) der Bahnstrecke Praha–Děčín. Seit 1958 wurde dieser Stadtteil um eine Experimentalsiedlung Sídliště Invalidovna, einem Beispiel für damals moderne Wohnkultur, erweitert. Diese auf einer Fläche von 14 Hektar nach einem Projekt von Jiří Novotný durch Josef Polák und dessen Kollektiv erbauten Siedlung wurde von Bedeutung für die urbanistische Entwicklung Prags Ende des 20. Jahrhunderts.
In den 1970er Jahren wurde der Verkehr schwerpunktmäßig auf das Rohan-Ufer (Rohanské nábřeží) verlegt und die Hauptverkehrsader entlastet. Karlín ist seit 1974 mit der Station Florenc an die Metro Prag angeschlossen. Seit dem Jahr 1990 führt die Metro mit den Stationen Křižíkova und Invalidovna direkt in das Zentrum Karlíns. Oberirdisch wurden Fußgängerzonen eingerichtet. 1991 hatte Karlín 14.240 Einwohner. Im Jahre 2001 bestand Karlín aus 500 Häusern mit 12.326 Einwohnern.
Im Jahr 2002 war Karlín von dem Moldauhochwasser schwer betroffen. Erst nach einem Jahr hatte sich das Leben wieder normalisiert.

## Bedeutende Bauten

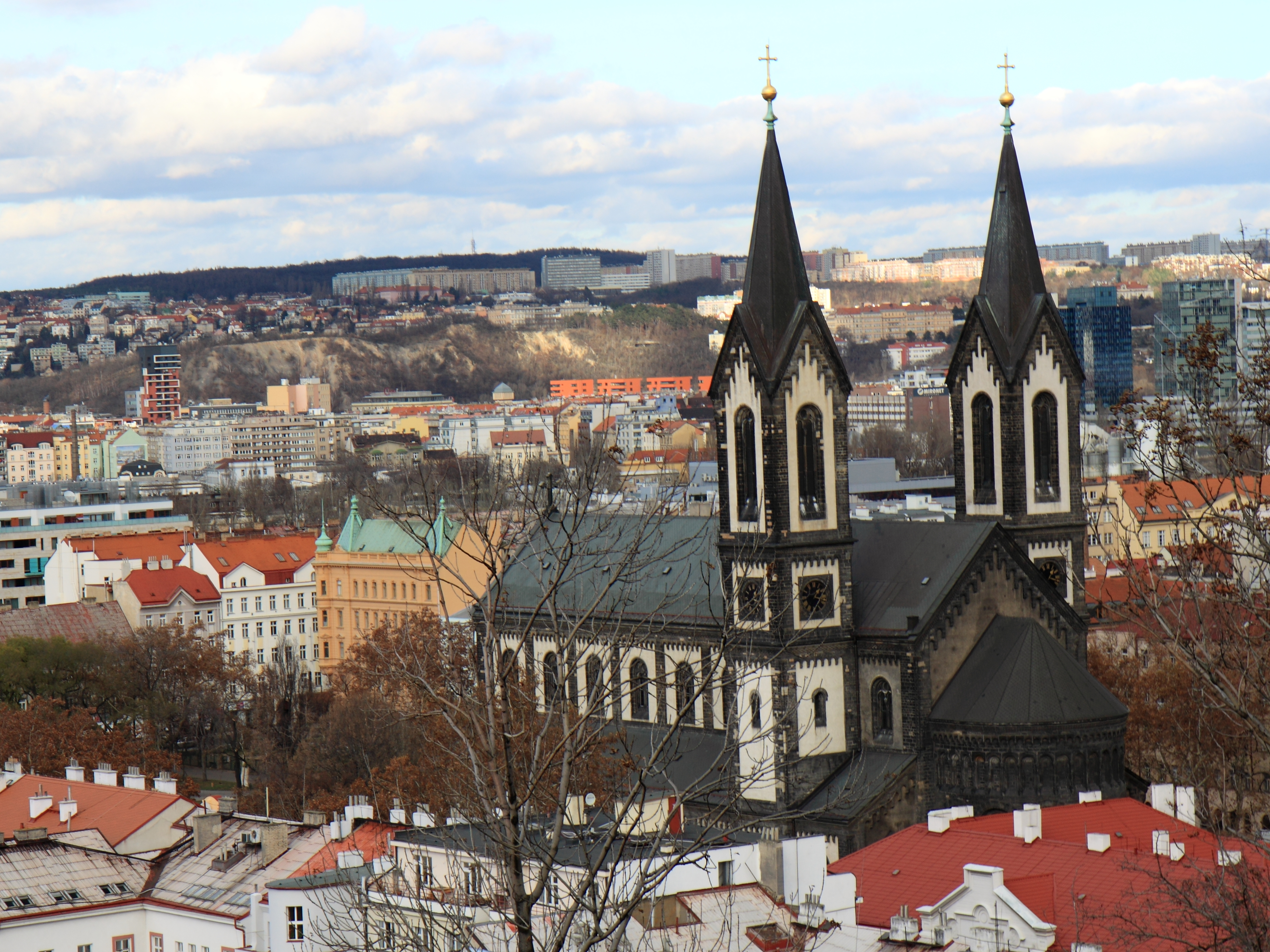
Karlín mit Kirche St. Cyrill und Method

- Theater Karlín (Karlínské hudební divadlo)
- Hotel Olympik (Sídliště Invalidovna, Dominanz einer Experimentalsiedlung, Projekt: Josef Polák und Milan Rejchl, ausgeführt unter Mitwirkung von Rudolf Hadrava und Zdeněk Wasserbauer (Innenräume), beendet 1971)
- Haus der Invaliden (Invalidovna)
- Kirche St. Cyrill und Method (Kostel Cyrila a Metoděje) von 1854
- Tschechisches Statistisches Amt (Český statistický úřad)
- Palais Danubia
- Karlíner (Negrelli-)Viadukt (Karlínský viadukt)
- Fußgängertunnel unter dem Berg Vitkov zum Stadtteil Žižkov

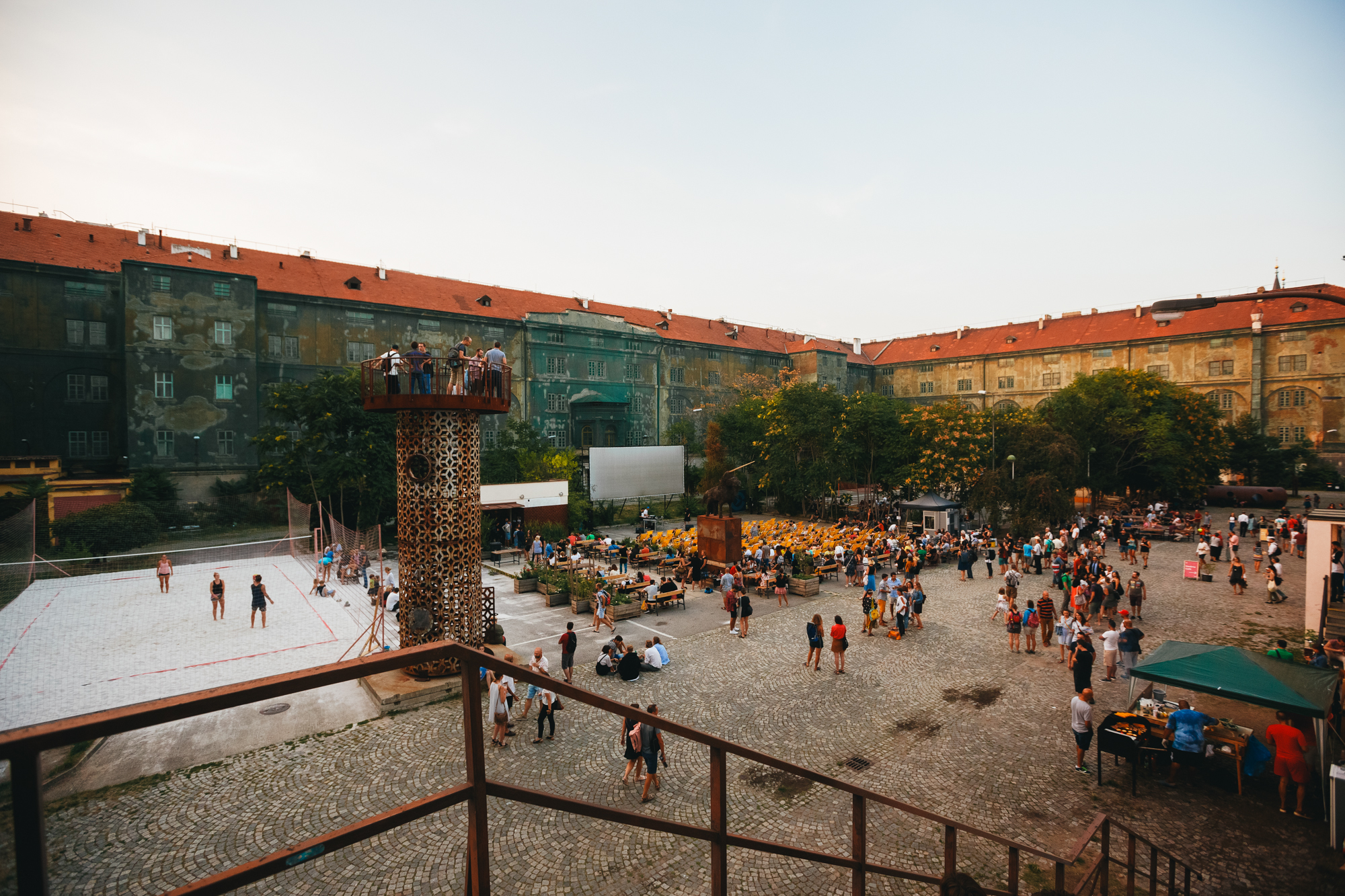
Innenhof der Kasárna Karlín (2018)

- Innenhof der Kasárna Karlín (2018)Kasárna Karlín (ehemalige Kaserne und 2024 geschlossenes Kulturzentrum)

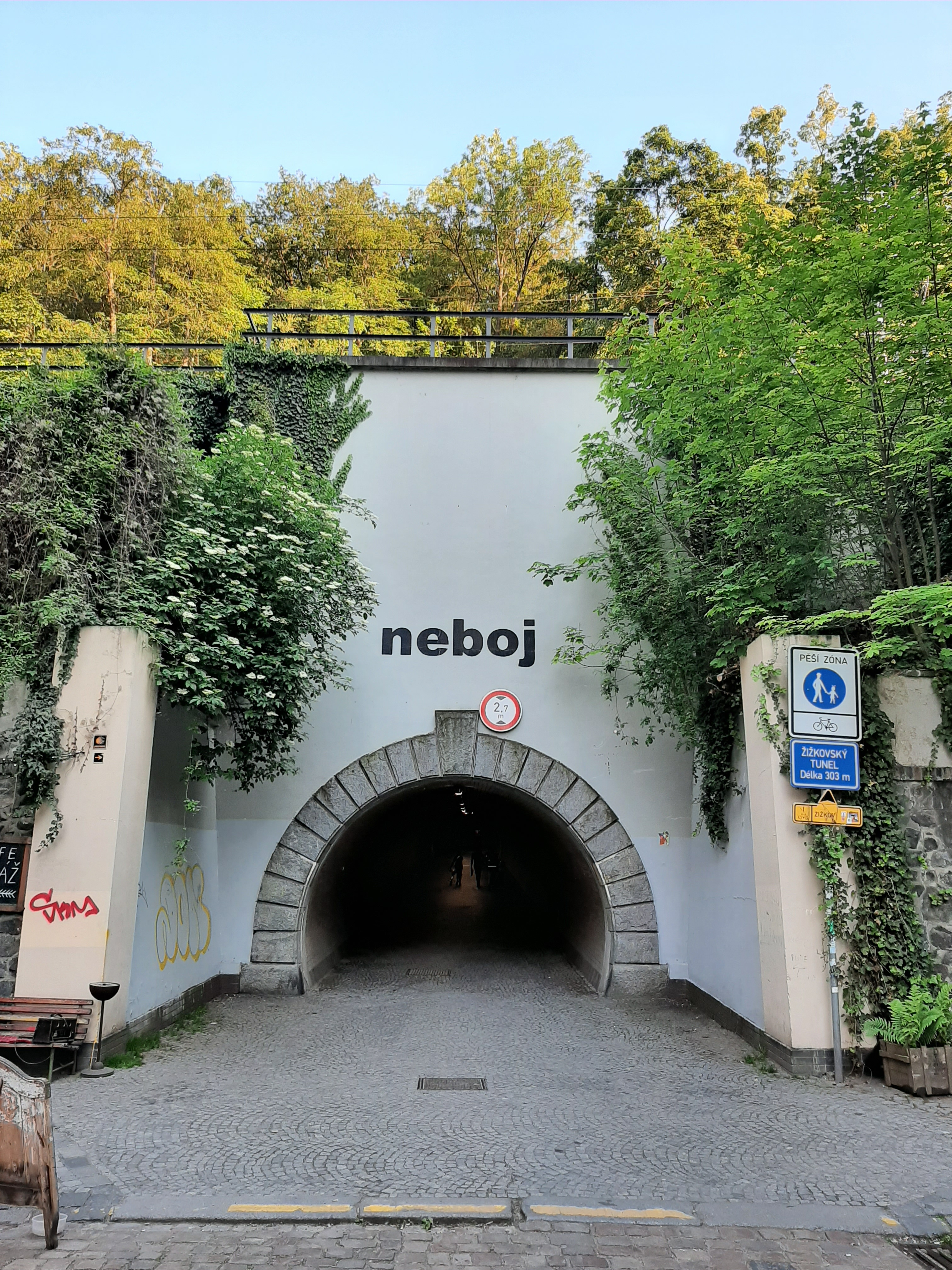
Eingang des Fußgängertunnels nach Žižkov mit Aufschrift „neboj“ („Keine Angst“, 2024)

## Söhne und Töchter
- Hans Eppinger, sen. (1848–1916), Mediziner und Hochschullehrer
- Alfred Fuchs (1870–1927), Neurologe, Psychiater und Hochschullehrer
- Guido Herzfeld (1870–1923), Schauspieler
- Alois Pick (1859–1945), Internist und Präsident der IKG
- Wenzel von Wurm (1859–1921), Generaloberst der österreichisch-ungarischen Armee